# Paul Vandermeulen
Paul Joseph Edouard Vandermeulen (Tienen, 23 juli 1931 - Leuven, 2 mei 2003) was een Belgisch volksvertegenwoordiger en senator.

## Levensloop
Vandermeulen was arts. Hij werd voorzitter van de Landsbond van Liberale Mutualiteiten.
Hij werd in 1982 voor de PVV verkozen tot gemeenteraadslid van Tienen.
Van 1981 tot 1985 zetelde hij in de Senaat als provinciaal senator voor Brabant. Van 1985 tot 1991 was hij vervolgens lid van de Kamer van volksvertegenwoordigers voor het arrondissement Leuven. Van 1991 tot 1995 was hij opnieuw provinciaal senator.
In de periode december 1985-november 1991 had hij als gevolg van het toen bestaande dubbelmandaat ook zitting in de Vlaamse Raad. De Vlaamse Raad was vanaf 21 oktober 1980 de opvolger van de Cultuurraad voor de Nederlandse Cultuurgemeenschap, die op 7 december 1971 werd geïnstalleerd, en was de voorloper van het huidige Vlaams Parlement.